# Rhodostrophia carnosaria
Rhodostrophia carnosaria là một loài bướm đêm trong họ Geometridae.